# Aciagrion steeleae
Aciagrion steeleae – gatunek ważki z rodziny łątkowatych (Coenagrionidae).